# 宮崎県立延岡ととろ聴覚支援学校
宮崎県立延岡ととろ聴覚支援学校（みやざきけんりつ のべおかととろちょうかくしえんがっこう）は、かつて宮崎県延岡市土々呂町五丁目にあった県立の聴覚特別支援学校。
2012年（平成24年）3月末に閉校し、新設の宮崎県立延岡しろやま支援学校に統合された。
2015年　(平成27年)　ととろ聴覚支援学校の建物を何も無い状態の土地になった。
2024年　(令和6年)　コンビニやこどもクリニックやアパートなどが建てられている。

## 概要
歴史
1928年（昭和3年）「延岡訓盲会」として開校。翌1929年（昭和4年）にろう唖部が併置の上「延岡盲唖学校」となる。宮崎県立ろう学校の分校を経て、1955年（昭和30年）に独立。現校名になったのは2008年（平成20年）。創立84周年を迎えた2012年（平成24年）3月末に閉校し、延岡市内の特別支援学校2校（わかあゆ支援学校・たいよう支援学校）と統合され、宮崎県立延岡しろやま支援学校が新設された。
設置学部
- 幼稚部
- 小学部
- 中学部

## 沿革
- 1928年（昭和3年） - 東臼杵郡岡富村（現・延岡市）に「延岡訓盲会」として開校。
- 1929年（昭和4年）- ろう唖部を併置し「延岡盲唖学校」に改称。
- 1948年（昭和23年）4月1日 - 統合により「宮崎県立盲学校延岡分校」・「宮崎県立ろう学校延岡分校」となる。小学部（6年）と中学部（3年）を設置。
- 1955年（昭和30年） - 土々呂町へ移転の上、宮崎県立ろう学校から分離し「宮崎県立延岡ろう学校」として独立。
- 1957年（昭和32年）
  - 3月31日 - 宮崎県立盲学校延岡分校が廃止される。
  - 4月1日 - 高等部（3年）を新設。
- 1967年（昭和42年）4月1日 - 幼稚部を新設。
- 2003年（平成15年）4月1日 - 高等部の募集を停止。
- 2005年（平成17年）3月31日 - 高等部が廃止される。
- 2008年（平成20年）4月 - 「宮崎県立延岡ととろ聴覚支援学校」に改称。
- 2012年（平成24年）3月 - 閉校。聴覚障害教育は新設の宮崎県立延岡しろやま支援学校に継承される。

## 交通
最寄りの鉄道駅
- JR九州 日豊本線 「土々呂駅」から南西へ400m

最寄りのバス停
- 宮崎交通 「櫛津」バス停から西へ200m

最寄りの幹線道路
- 宮崎県道226号土々呂日向線沿い

## 周辺
- 延岡市役所 伊形支所
- 土々呂臨海公園
- 土々呂郵便局
- 土々呂港
- 国道10号